# Japan-Filmfest Hamburg
Das Japan-Filmfest Hamburg (JFFH) ist ein Filmfestival, das seit 1998 jährlich Ende Mai in verschiedenen Hamburger Kinos stattfindet. Das Programm des JFFH reicht von Programmkino-Filmen in der Nō-Reihe über Genrestreifen in der Naginata-Reihe und Anime bis hin zu Komödien der Rakugo-Reihe. Das Filmfest findet parallel in mehreren Programmkinos der Hansestadt statt. Die genauen Austragungsorte variieren etwas von Jahr zu Jahr. Austragungsorte waren zuletzt vor allem die drei Hamburger Kinos Metropolis Kino, Studio Kino und 3001 Kino. Auch 2015 sind diese drei Kinos Austragungsort des JFFH. Seit 2002 bildet der Verein Nihon Media e. V. den organisatorischen Rahmen des JFFH.

## Themenschwerpunkte
In jedem Jahr steht das Programm des JFFH unter einem anderen Motto. 2014 lag der Themenschwerpunkt auf „25 Jahre Städtepartnerschaft Osaka-Hamburg“. Aufgrund des gestiegenen Interesses an japanischen Zeichentrickfilmen (der am besten besuchte Film des Festivals 2014 war Der Mohnblumenberg) lautet der Themenschwerpunkt 2015 „Höhepunkte des japanischen Anime-Kinos“. Gezeigt wurden 2015 neben Anime-Produktionen von Hayao Miyazaki und Studio Ghibli aber auch Comic-Realverfilmungen. 2016 hieß der Schwerpunkt „Japans Unterwelt – Im Schatten der Yakuza“.

## Eröffnungsfilme
- 2009: Café Isobe von Keisuke Yoshida
- 2010: Tajomaru von Hiroyuki Nakano
- 2011: Surely Someday (シュアリー・サムデイ, Shuari samudei) von Shun Oguri
- 2012: Black Dawn (外事警察, Gaiji Keisatsu) von Kentaro Horikirizono
- 2013: The Floating Castle von Isshin Inudō
- 2014: Ken & Mary: The Asian Truck Express von Kenta Fukasaku
- 2015: Lupin III (ルパン三世, Rupan sansei) von Ryūhei Kitamura
- 2016: Mozu – The Movie (劇場版, Gekijoban mozu) von Eiichiro Hasum
- 2017: Innocent Blood (光と血, Hikari to chi) von Michihito Fujii
- 2018: Gintama (銀魂, Gintama) von Yūichi Fukuda
- 2019: Tunguska Butterfly (ツングースカ・バタフライ〜サキとマリの物語〜, Tsungūsuka batafurai ~ Saki to Mari no monogatari ~) von Akira Nobi
- 2020: Paradise Next (パラダイス・ネクスト, Paradaisu nekusuto) von Yoshihiro Hanno
- 2021: All Aboard! (新青春, Shin seishun) von Seiichi Hishikawa
- 2022: The Last Goze (瞽女, Goze) von Takizawa Masaharu – japanisches Historiendrama über eine Goze, eine blinde shamisenspielende Künstlerin

## Partnerschaften
- Hamburger Hochschule für bildende Künste (2014)
- Osaka Arts University
- Osaka Planet Studyo
- Tōkyō Geijutsu Daigaku
- Kyoto Filmfest
- Konsulat von Japan in Hamburg

## Rezeption
Die Hamburger Morgenpost bezeichnete das Festival als einen „Crash-Kursus in japanischem Gegenwartskino, der in Sachen Vielfalt und Intensität seinesgleichen sucht“. Laut NDR (Norddeutscher Rundfunk) Hamburg-Journal bringt das Festival „fremde Lebenswelten“ nach Hamburg.